# ǁKhara Hais

Gemeindegebiet bis 2016

Wappen der Gemeinde

ǁKhara Hais war eine Lokalgemeinde im Distrikt ZF Mgcawu, Provinz Nordkap in Südafrika. Im Jahr 2011 lebten dort 93.494 Einwohner auf einer Gesamtfläche von 21.780 km². Sitz der Gemeindeverwaltung war Upington.
2016 wurde die Gemeinde mit der Gemeinde Mier zur Gemeinde Dawid Kruiper vereinigt.

## Ortschaften
- Bellvue
- Blydeverd
- Camp Informal
- Die Rand
- Flora Park
- Karos
- Keidebees
- Klippunt
- Laboria
- Lambrechtsdrif
- Leerkrans
- Lemoendraai
- Louisvale
- Middelpos
- Nuwerus
- Oosterville
- Paballelo
- Progress
- Rosedale
- Swartkop
- Upington
- Vaalkroek